# Albert Klütsch
Albert Klütsch (* 7. Juni 1944 in Wesseling) ist ein deutscher Politiker und ehemaliger nordrhein-westfälischer Landtagsabgeordneter der SPD.

## Leben und Beruf
Nach dem Besuch der Volksschule in Kerpen-Sindorf und des Gymnasiums in Bad Münstereifel mit dem Abschluss Abitur an der Oberrealschule Landsberg am Lech studierte er nach der Bundeswehrzeit, die er als Leutnant d.R. bei einem Fallschirmjägerbataillon beendete, ab 1965 Rechts- und Staatswissenschaften in Bonn und München. Nach der Referendarausbildung war er Richter an den Arbeitsgerichten in Bonn, Siegburg und Köln. Seit 1981 ist Klütsch als Rechtsanwalt, von 1986 bis 2012 auch als Fachanwalt für Arbeitsrecht zugelassen. Neben seiner anwaltlichen Tätigkeit arbeitet er seit 2004 – nach einer dreijährigen Ausbildung – als Schauspieler und Sprecher.
Mitglied der SPD war er von 1969 bis 2012. Er war in zahlreichen Gremien der Partei tätig, so zum Beispiel als Vorsitzender des Juso-Unterbezirks und Mitglied des SPD-Unterbezirksvorstandes Erftkreis, des Landes- und Bundesvorstandes der ASJ – Arbeitsgemeinschaft sozialdemokratischer Juristen. Klütsch war von 2004 bis 2016 Präsident der Stiftung „Soziale Arbeit“ der Arbeiterwohlfahrt Regionalverband Rhein-Erft & Euskirchen.

## Abgeordneter
Vom 29. Mai 1980 bis zum 30. Mai 1990 war Klütsch Mitglied des Landtags des Landes Nordrhein-Westfalen. Er wurde jeweils im Wahlkreis 011 Erftkreis III – Euskirchen I direkt gewählt. Schwerpunkt seiner parlamentarischen Tätigkeit waren die Innen- und die Rechtspolitik. Lange Jahre war er rechtspolitischer Sprecher seiner Fraktion. Unter seiner Initiative entstand in NRW das erste Maßregelvollzugsgesetz. Er gilt in Deutschland als Vater des Informationsfreiheitsgesetzes, dessen Entwurf er bereits 1986 in NRW einbrachte.
Dem Stadtrat der Stadt Wesseling gehörte er von 1976 bis 1979 und dem Kreistag des Rhein-Erft-Kreises von 1976 bis 1989 an.